# Saint-Antoine (Doubs)
Saint-Antoine é uma comuna francesa na região administrativa de Borgonha-Franco-Condado, no departamento de Doubs. Estende-se por uma área de 4,51 km². Em 2010 a comuna tinha 356 habitantes (densidade: 78,9 hab./km²).